# Fernando Méndez (cineasta)
Fernando Antonio Méndez García (Zamora, Michoacán, Mèxic, 20 de juliol de 1908; Ciutat de Mèxic, 17 d'octubre de 1966), conegut com a Fernando Méndez, va ser un cineasta, escenògraf, argumentista, guionista, maquillador, auxiliar de so i productor mexicà dels anys 40 al 50.

## Filmografia

### Director
- La reina de México (migmetratge; 1939)
- Allá en el Bajío (1941)
- La leyenda del bandido (1942)
- Las calaveras del terror (1944)
- El criollo (1945)
- Barrio bajo (1950)
- Los apuros de mi ahijada (1950)
- Fierecilla (1950)
- El suavecito (1950)
- La hija del ministro (1951)
- El lunar de la familia (1952)
- Genio y figura (1952)
- La mujer desnuda (1953)
- Los tres Villalobos (1955)
- Ladrón de cadáveres (1957)
- El vampiro (1957)
- El ataúd del vampiro (1957)
- Hay ángeles con espuelas (1957)
- El cofre del pirata (1958)
- Misterios de ultratumba (1959)
- El grito de la muerte (1959)
- Venganza apache (1960)
- Mujeres engañadas (1961)

### Argument/producció
- Ángeles del arrabal (1949; dir. Raúl de Anda)
- Contrabando (1933; dir. Alberto Méndez Bernal)

## Família
Va ser nebot de Pedro García Urbizu, un dels primers a exhibir cinema a Zamora, Michoacán, i del seu germà Francisco García Urbizu, productor i director de diverses pel·lícules mudes entre 1919 i 1931